# As Tentações de Santo Antão (Bosch, São Paulo)
As Tentações de Santo Antão é uma pintura a óleo sobre madeira executada pelo pintor renascentista holandês Hieronymus Bosch, pintada possivelmente entre 1495 a 1500. Esta é uma primeira versão do painel central do famoso tríptico homónimo existente no Museu Nacional de Arte Antiga de Lisboa que foi objeto de estudo em História da Loucura na Idade Clássica, livro do filósofo francês, Michel Foucault, como sendo uma das imagens que materializa na pintura daquele período o tema da loucura . A obra encontra-se atualmente conservada no Museu de Arte de São Paulo (MASP).

## Historicidade e iconografia

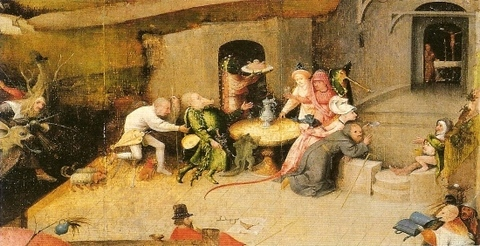
Detalhe da obra.

A obra Tentações de Santo Antão aborda um tema de ampla recorrência na iconografia e na literatura medieval europeia. Trata-se de uma passagem relatada na história de Santo Antão, asceta egípcio do século III que, após partilhar os seus pertences com os desafortunados, passou vinte anos no deserto dedicando-se à meditação. O santo eremita teria então sofrido toda a espécie de tentações diabólicas, às quais resistiu continuamente, tornando-se um poderoso símbolo de renúncia à vida mundana e ao pecado.
A história de Antão do Deserto foi primeiramente relatada por Atanásio de Alexandria, na sua Vita Antonii, obra que inaugurou o género biográfico da hagiografia. Outra possível fonte literária para o painel em pauta é o relato da vida do santo feito por Jacopo de Voragine, por volta de 1280. Ambas as obras descrevem minuciosamente as instigações demoníacas e as perturbadoras visões que teriam atormentado Santo Antão:
| “ | O diabo dispõe de mil maneiras para causar dano. Aquela mesma noite ouviu-se um ruído tão grande que tremeu todo aquele lugar. Os muros da sua cela pareceram abrir-se, e entrou uma multidão de demónios; aparências de bestas selvagens e répteis, espectros de leões, ursos, leopardos, touros, serpentes, áspides, escorpiões e lobos enchiam o recinto. | ” |

Para além das fontes literárias, a composição do painel guarda semelhanças com os esquemas cenográficos do teatro religioso medieval, especialmente na analogia entre o lugar onde acontece a cena principal e os palcos erguidos para representar os mistérios nas praças das cidades desse período. É possível ainda compilar uma série de referências aos monstros das miniaturas medievais, às ilustrações astrológicas de provérbios flamengos e às procissões e dramas sacros populares.

## Atribuição

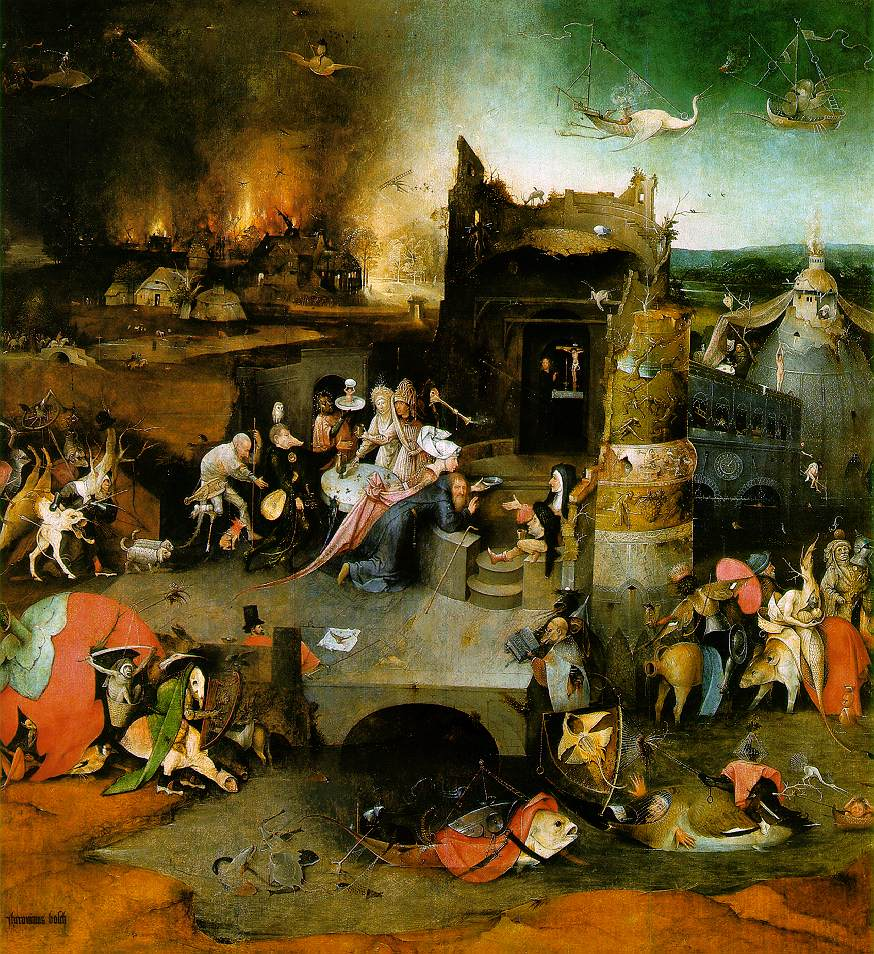
Painel central do tríptico As Tentações de Santo Antão, de Hieronymus Bosch. Museu Nacional de Arte Antiga, Lisboa.

Da composição em pauta são conhecidas pelo menos dezesseis versões, tradicionalmente consideradas réplicas ou cópias do tríptico As Tentações de Santo Antão, assinado por Bosch, no Museu Nacional de Arte Antiga de Lisboa. O retábulo lisboeta sempre foi considerado inteiramente de mão do mestre e modelo para as outras versões. Dentre estas, o painel do MASP ocupa um lugar particular, tendo sido aceite como obra autógrafa de Bosch por Friedländer no seu repertório da antiga pintura dos Países Baixos de 1937.
A opinião de Friedländer foi corroborada por um parecer de Robert Eigenberger, restaurador de Viena e especialista em Bosch. Os dois estudiosos acreditam que o quadro possa ser uma primeira versão da parte central do tríptico de Lisboa. Essa hipótese foi aceita por diversos historiadores de arte, como De Tolnay e von Baldass, e posteriormente confirmada por pareceres de estudiosos como Roberto Longhi e Ragghianti. Lievens-De-Waegh e Ettore Camesasca também defendem que o painel de São Paulo seria um estudo preparatório de Bosch para o retábulo de Lisboa.
Diversos elementos formais e materiais, presentes no tríptico de Lisboa e na pintura de São Paulo e ausentes nas demais versões da obra, reforçam a existência de uma relação de proximidade autográfica entre os dois painéis. Exames a raios X executados no retábulo do Museu de Arte Antiga revelaram, em várias partes, intervenções do pintor sobre detalhes já acabados. O mesmo hábito é documentado por análise realizada com esta técnica sobre a obra paulista. A madeira dos painéis é idêntica nas duas obras (carvalho), assim como a disposição das tábuas que os compõem, juntadas por encaixes em forma de andorinha, como era costume nos Países Baixos no final do século XV.
Uma pesquisa científica mais recente do retábulo paulista, realizada com métodos laboratoriais pela Universidade Estadual de Campinas (radiação ultravioleta, fotografia em infravermelho, estratigrafia da camada pictórica, entre outros estudos) resultou num parecer semelhante. De acordo com o laudo da universidade, “há detalhes inéditos na composição a óleo do MASP que fazem dele uma autêntica versão de pesquisa por parte do artista. Estes detalhes foram minuciosamente catalogados, pois pode tratar-se de uma obra em etapa de evolução até atingir a perfeição demonstrada no painel de Lisboa”.

## Proveniência
Desconhece-se a existência do painel no período anterior ao século XIX. Acredita-se que a obra tenha integrado o patrimônio artístico do convento de Santa Sofia, nas proximidades de Sevilha. A obra esteve exposta na Galérie D'Atri, em Paris. Em seguida, passou ao acervo da Galeria Knoedler de Nova York, onde foi adquirida pelo Museu de Arte de São Paulo em 1954, com recursos doados pelo fundador do museu, Assis Chateaubriand.

### Exposições
Após a sua aquisição pelo MASP, Tentações de Santo Antão integrou a turnê de exposições das obras do museu em instituições europeias e norte-americanas. Em 1954, figurou nas exposições Dipinti del Museo d'Arte di San Paolo del Brasile, no Palazzo Reale de Milão, e Masterpieces from the São Paulo Museum, na Tate Gallery de Londres. Em 1956 foi exposta no Metropolitan Museum of Art de Nova York e, no ano seguinte, no Museu de Arte de Toledo. Esteve no Museu Nacional de Arte Ocidental de Tóquio, em 1974 e novamente em 1978. Em 1987, a obra integrou uma série de exposições em diversas cidades italianas (Milão, Verona, Gênova, Nápoles e Palermo).